# Myra Maud
Myra Maud (* um 1981 in Paris als Maud Rakotondravohitra) ist eine französische Jazz- und Popsängerin und Schauspielerin mit Wurzeln in Madagaskar und Martinique.

## Leben und Wirken
Myra Maud erhielt als Kind eine Tanzausbildung und sang zuhause und in der Kirche. Als Jugendliche lernte sie Klavier und Saxophon am Konservatorium in Paris. In den späten 1990er Jahren trat sie im Disneyland Paris auf. Dann tourte sie als Solistin mit der Bigband von Claude Bolling, trat aber auch mit dem Orchestre National de France auf. Sie arbeitete in Gruppen wie Le Grand Orchestre du Splendid (Chante Boris Vian als Solistin) und Beethova Obas (Ke’m Poze). Mit ihrem eigenen Chor Gospel sans frontières sang sie in Davos.
Im Spielfilm Les enfants du pays (2006) von Pierre Javaux spielte sie die Rolle der Josephine Baker. In der Hamburger Inszenierung des Musicals Der König der Löwen wurde sie als eine der Hauptrollen, die Nala, besetzt (und ist auch auf dem deutschen Musical-Album von 2003 dokumentiert).
Jan Delay holte sie 2008 als Begleitsängerin in seine Band, mit der sie mehrere Alben einsang; insbesondere Wir Kinder vom Bahnhof Soul (2009) war erfolgreich. Das Album Afri-Frans, auf dem sie als Gesangssolistin Lieder der afrikanischen Buren in französischer Übersetzung interpretierte, erhielt 2010 in Südafrika Platin. Sie trat bei der Eröffnungsfeier der Fußball-Weltmeisterschaft der Frauen 2011 in Frankfurt auf. 2014 legte sie mit Lutz Krajenski ihr gemeinsames Album Salt – La Solution vor. 2015 spielte sie die Hauptrolle Rosa L’Amour in dem Musical Gospel sur la Colline in den Les Folies Bergère. 2016 war sie auf Tournee mit Marius Müller-Westernhagen. 2021 trat sie mit dem Big Noise Orchestra in der Elbphilharmonie auf. Sie ist auch auf Alben von Joja Wendt, Marius Müller-Westernhagen und dem Laurent Mignard Duke Orchestra zu hören.